# Championnats du monde de natation en petit bassin 2002
Navigation
Édition 2000 Édition 2004
Les 6es championnats du monde de natation en petit bassin se sont déroulés à Moscou (Russie) du 3 au 7 avril 2002. Sept records du monde ont été battus au cours des cinq journées de compétition.

## Tableau des médailles
| Rang | Pays               | Médaille d'or | Médaille d'argent | Médaille de bronze | Total |
| 1    | Australie          | 10            | 7                 | 1                  | 18    |
| 2    | États-Unis         | 8             | 9                 | 9                  | 26    |
| 3    | Suède              | 7             | 2                 | 1                  | 10    |
| 4    | Ukraine            | 5             | 0                 | 2                  | 7     |
| 5    | Chine              | 3             | 4                 | 5                  | 12    |
| 6    | Slovaquie          | 2             | 1                 | 0                  | 3     |
| 7    | Royaume-Uni        | 1             | 2                 | 3                  | 6     |
| 8    | Slovénie           | 1             | 2                 | 1                  | 4     |
| 9    | Finlande           | 1             | 1                 | 2                  | 4     |
| 10   | Argentine          | 1             | 1                 | 1                  | 3     |
| 10   | Canada             | 1             | 1                 | 1                  | 3     |
| 12   | Russie             | 0             | 2                 | 5                  | 7     |
| 13   | Brésil             | 0             | 2                 | 0                  | 2     |
| 13   | Japon              | 0             | 2                 | 0                  | 2     |
| 13   | République tchèque | 0             | 2                 | 0                  | 2     |
| 16   | Afrique du Sud     | 0             | 1                 | 0                  | 1     |
| 16   | Croatie            | 0             | 1                 | 0                  | 1     |
| 18   | Danemark           | 0             | 0                 | 2                  | 2     |
| 18   | Suisse             | 0             | 0                 | 2                  | 2     |
| 20   | Algérie            | 0             | 0                 | 1                  | 1     |
| 20   | Allemagne          | 0             | 0                 | 1                  | 1     |
| 20   | Autriche           | 0             | 0                 | 1                  | 1     |
| 20   | Israël             | 0             | 0                 | 1                  | 1     |
| 20   | Italie             | 0             | 0                 | 1                  | 1     |
| 20   | Roumanie           | 0             | 0                 | 1                  | 1     |
| #    | 25 pays médaillés  | 40            | 40                | 41                 | 121   |

## Podiums

### Hommes
| Épreuves             | Or                                                                  | Or               | Argent                                                          | Argent         | Bronze                                                                  | Bronze         |
| -------------------- | ------------------------------------------------------------------- | ---------------- | --------------------------------------------------------------- | -------------- | ----------------------------------------------------------------------- | -------------- |
| Nage libre           |                                                                     |                  |                                                                 |                |                                                                         |                |
| 50 m                 | José Meolans                                                        | 21 s 36 RC       | Mark Foster                                                     | 21 s 44        | Oleksandr Volinets Alexander Popov                                      | 21 s 55        |
| 100 m                | Ashley Callus                                                       | 46 s 99          | José Meolans                                                    | 47 s 09        | Salim Iles                                                              | 47 s 66        |
| 200 m                | Klete Keller                                                        | 1 min 44 s 36    | Gustavo Borges                                                  | 1 min 45 s 67  | Mark Johnston                                                           | 1 min 45 s 88  |
| 400 m                | Grant Hackett                                                       | 3 min 38 s 29    | Květoslav Svoboda                                               | 3 min 41 s 97  | Chad Carvin                                                             | 3 min 43 s 55  |
| 1500 m               | Grant Hackett                                                       | 14 min 33 s 94   | Chris Thompson                                                  | 14 min 39 s 43 | Christian Minotti                                                       | 14 min 45 s 94 |
| Papillon             |                                                                     |                  |                                                                 |                |                                                                         |                |
| 50 m                 | Geoff Huegill                                                       | 22 s 89 RC       | Adam Pine                                                       | 23 s 29        | Mark Foster                                                             | 23 s 36        |
| 100 m                | Geoff Huegill                                                       | 50 s 95          | Adam Pine                                                       | 51 s 27        | Igor Marchenko                                                          | 51 s 41        |
| 200 m                | James Hickman                                                       | 1 min 53 s 14    | Justin Norris                                                   | 1 min 54 s 07  | Ioan Gherghel                                                           | 1 min 54 s 16  |
| Dos                  |                                                                     |                  |                                                                 |                |                                                                         |                |
| 50 m                 | Matt Welsh                                                          | 23 s 66          | Peter Marshall                                                  | 24 s 04        | Toni Helbig                                                             | 24 s 17        |
| 100 m                | Matt Welsh                                                          | 51 s 26          | Aaron Peirsol                                                   | 51 s 71        | Peter Marshall                                                          | 51 s 84        |
| 200 m                | Aaron Peirsol                                                       | 1 min 51 s 17 RM | Marko Strahija                                                  | 1 min 53 s 08  | Blaž Medvešek                                                           | 1 min 53 s 66  |
| Brasse               |                                                                     |                  |                                                                 |                |                                                                         |                |
| 50 m                 | Oleg Lisogor                                                        | 26 s 86 RC       | Eduardo Fischer                                                 | 27 s 23        | Remo Lütolf                                                             | 27 s 44        |
| 100 m                | Oleg Lisogor                                                        | 58 s 33 RC       | Kosuke Kitajima                                                 | 59 s 10        | Jarno Pihlava                                                           | 59 s 22        |
| 200 m                | Jim Piper                                                           | 2 min 7 s 16 RC  | David Denniston                                                 | 2 min 7 s 42   | Jarno Pihlava                                                           | 2 min 7 s 61   |
| 4 nages              |                                                                     |                  |                                                                 |                |                                                                         |                |
| 100 m                | Peter Mankoč                                                        | 52 s 90          | Jani Sievinen                                                   | 53 s 78        | Jakob Andersen                                                          | 54 s 31        |
| 200 m                | Jani Sievinen                                                       | 1 min 55 s 45 RC | Peter Mankoč                                                    | 1 min 56 s 13  | Tom Wilkens                                                             | 1 min 57 s 34  |
| 400 m                | Tom Wilkens                                                         | 4 min 4 s 82 RC  | Brian Johns                                                     | 4 min 6 s 85   | Jacob Carstensen                                                        | 4 min 8 s 92   |
| Relais               |                                                                     |                  |                                                                 |                |                                                                         |                |
| 4 × 100 m nage libre | États-Unis Scott Tucker Peter Marshall Jason Lezak Klete Keller     | 3 min 10 s 64    | Suède Eric Lafleur Stefan Nystrand Lars Frölander Mathias Ohlin | 3 min 11 s 14  | Russie Leonid Khokhlov Alexander Popov Denis Pimankov Andrey Kapralov   | 3 min 11 s 24  |
| 4 × 200 m nage libre | Australie Todd Pearson Ray Hass Leon Dunne Grant Hackett            | 7 min 0 s 36 RC  | Russie Denis Rodkin Yuri Prilukov Ilya Nikitin Andrey Kapralov  | 7 min 5 s 36   | États-Unis Chad Carvin Erik Vendt Scott Tucker Klete Keller             | 7 min 8 s 73   |
| 4 × 100 m 4 nages    | États-Unis Aaron Peirsol David Denniston Peter Marshall Jason Lezak | 3 min 29 s 00 RM | Australie Geoff Huegill Jim Piper Adam Pine Ashley Callus       | 3 min 29 s 35  | Russie Evgueni Alechine Dmitry Komornikov Igor Marchenko Denis Pimankov | 3 min 30 s 21  |

### Femmes
| Épreuves             | Or                                                                             | Or               | Argent                                                                | Argent        | Bronze                                                     | Bronze        |
| -------------------- | ------------------------------------------------------------------------------ | ---------------- | --------------------------------------------------------------------- | ------------- | ---------------------------------------------------------- | ------------- |
| Nage libre           |                                                                                |                  |                                                                       |               |                                                            |               |
| 50 m                 | Therese Alshammar                                                              | 24 s 16          | Alison Sheppard                                                       | 24 s 28       | Tammie Stone                                               | 24 s 65       |
| 100 m                | Therese Alshammar                                                              | 52 s 89          | Martina Moravcová                                                     | 52 s 96       | Xu Yanwei                                                  | 53 s 35       |
| 200 m                | Lindsay Benko                                                                  | 1 min 54 s 04 RM | Yang Yu                                                               | 1 min 55 s 34 | Xu Yanwei                                                  | 1 min 55 s 63 |
| 400 m                | Yana Klochkova                                                                 | 4 min 1 s 26     | Chen Hua                                                              | 4 min 3 s 81  | Rachel Komisarz                                            | 4 min 6 s 30  |
| 800 m                | Chen Hua                                                                       | 8 min 16 s 34 RC | Irina Oufimtseva                                                      | 8 min 21 s 91 | Flavia Rigamonti                                           | 8 min 23 s 38 |
| Papillon             |                                                                                |                  |                                                                       |               |                                                            |               |
| 50 m                 | Anna-Karin Kammerling                                                          | 25 s 55 RC       | Petria Thomas                                                         | 26 s 36       | Vered Borochovski                                          | 26 s 38       |
| 100 m                | Martina Moravcová                                                              | 57 s 04          | Petria Thomas                                                         | 57 s 91       | Anna-Karin Kammerling                                      | 58 s 12       |
| 200 m                | Petria Thomas                                                                  | 2 min 5 s 76 RC  | Yang Yu                                                               | 2 min 6 s 10  | Mary DeScenza                                              | 2 min 6 s 17  |
| Dos                  |                                                                                |                  |                                                                       |               |                                                            |               |
| 50 m                 | Jennifer Carroll                                                               | 27 s 38 RC       | Haley Cope                                                            | 27 s 44       | Diana McManus                                              | 27 s 60       |
| 100 m                | Haley Cope                                                                     | 59 s 07          | Ilona Hlaváčková                                                      | 59 s 13       | Diana McManus                                              | 59 s 45       |
| 200 m                | Lindsay Benko                                                                  | 2 min 4 s 97 RC  | Reiko Nakamura                                                        | 2 min 7 s 30  | Irina Anshennikova                                         | 2 min 7 s 71  |
| Brasse               |                                                                                |                  |                                                                       |               |                                                            |               |
| 50 m                 | Emma Igelström                                                                 | 29 s 96 RM       | Luo Xuejuan                                                           | 30 s 17       | Zoe Baker                                                  | 30 s 56       |
| 100 m                | Emma Igelström                                                                 | 1 min 5 s 38 RM  | Sarah Poewe                                                           | 1 min 6 s 16  | Luo Xuejuan                                                | 1 min 6 s 36  |
| 200 m                | Hui Qi                                                                         | 2 min 20 s 91    | Emma Igelström                                                        | 2 min 21 s 60 | Mirna Jukić                                                | 2 min 21 s 63 |
| 4 nages              |                                                                                |                  |                                                                       |               |                                                            |               |
| 100 m                | Martina Moravcová                                                              | 59 s 91          | Gabrielle Rose                                                        | 1 min 0 s 68  | Alison Sheppard                                            | 1 min 0 s 88  |
| 200 m                | Yana Klochkova                                                                 | 2 min 8 s 92     | Gabrielle Rose                                                        | 2 min 9 s 77  | Oxana Verevka                                              | 2 min 11 s 25 |
| 400 m                | Yana Klochkova                                                                 | 4 min 30 s 63    | Alenka Kejžar                                                         | 4 min 35 s 44 | Georgina Bardach                                           | 4 min 36 s 36 |
| Relais               |                                                                                |                  |                                                                       |               |                                                            |               |
| 4 × 100 m nage libre | Suède Josefin Lillhage Therese Alshammar Johanna Sjöberg Anna-Karin Kammerling | 3 min 35 s 09    | Australie Sarah Ryan Petria Thomas Giaan Rooney Elka Graham           | 3 min 35 s 97 | Chine Yang Yu Tang Jingzhi Zhu Yingwen Xu Yanwei           | 3 min 36 s 18 |
| 4 × 200 m nage libre | Chine Xu Yanwei Zhu Yingwen Tang Jingzhi Yang Yu                               | 7 min 46 s 30 RM | États-Unis Lindsay Benko Gabrielle Rose Colleen Lanne Rachel Komisarz | 7 min 47 s 55 | Australie Elka Graham Petria Thomas Lori Munz Giaan Rooney | 7 min 49 s 50 |
| 4 × 100 m 4 nages    | Suède Therese Alshammar Emma Igelström Anna-Karin Kammerling Johanna Sjöberg   | 3 min 55 s 78 RM | États-Unis Haley Cope Amanda Beard Rachel Komisarz Lindsay Benko      | 3 min 57 s 17 | Chine Zhan Shu Luo Xuejuan Zheng Xi Xu Yanwei              | 3 min 57 s 29 |

## Légende
- RM : record du monde
- RC : record des championnats du monde